# Phyllomedusa neildi
Espèce
Statut de conservation UICN

 DD  : Données insuffisantes
Phyllomedusa neildi est une espèce d'amphibiens de la famille des Phyllomedusidae.

## Répartition
Cette espèce est endémique de l'État de Falcón au Venezuela. Elle se rencontre vers 550 m d'altitude sur les pentes de la Sierra de San Luís.

## Étymologie
Cette espèce est nommée en l'honneur de Andrew F. Neild (1966-).

## Publication originale
- Barrio-Amorós, 2006 : A new species of Phyllomedusa (Anura: Hylidae: Phyllomedusinae) from northwestern Venezuela. Zootaxa, no 1309, p. 55-68.